# Hyphantria punctatissima
Hyphantria punctatissima är en fjärilsart som beskrevs av Smith 1797. Hyphantria punctatissima ingår i släktet Hyphantria och familjen björnspinnare. Inga underarter finns listade i Catalogue of Life.